# شهرک ولی‌عصر (ماهشهر)
شهرک ولی عصر، روستایی از توابع بخش بندر امام خمینی شهرستان بندر ماهشهر در استان خوزستان ایران است.

## جمعیت
این روستا در دهستان بندر امام خمینی قرار دارد و براساس سرشماری مرکز آمار ایران در سال ۱۳۸۵، جمعیت آن ۸۶۲ نفر (۱۷۹ خانوار) بوده‌است.